# نویز سفید (رمان)
نویز سفید (انگلیسی: White Noise) هشتمین رمان دان دلیلو است که انتشارات وایکینگ آن را در سال ۱۹۸۵ منتشر کرد. این رمان برنده جایزه ملی کتاب آمریکا شد. مجله تایم این رمان را در فهرست بهترین رمان‌های انگلیسی زبان از سال ۱۹۲۳ تا ۲۰۰۵ قرار داده‌است.

اقتباسی سینمایی از این رمان به همین نام توسط کارگردان نوآ بامباک در سال ۲۰۲۲ و با بازی آدام درایور و گرتا گرویگ ساخته شد.